# Bolschewismus
Bolschewismus (Wortherkunft: Bolschewiki; wörtlich übersetzt ‚Mehrheitler‘, eine Fraktion der Sozialdemokratischen Arbeiterpartei Russlands) war zunächst ein ideengeschichtlicher Begriff, mit dem die von Lenin geschaffene weltanschaulich-politische Lehre und die auf die russischen Verhältnisse angewandte Auslegung des Marxismus bezeichnet wurde. In der politischen Philosophie entsprach der Bolschewismus dem Dialektischen Materialismus, in der ideologisch-politischen Bedeutung zunächst (bis 1924) dem Leninismus, später dann dem Marxismus-Leninismus. Zunächst konkret von der radikalen Fraktion der Sozialdemokratischen Arbeiterpartei Russlands (SDAPR), den Bolschewiki, als Eigenbezeichnung benutzt, wurde in der Folge der Russischen Revolutionen von 1905 und 1922 das Bild vom „Bolschewismus“ vornehmlich von erklärten „Antibolschewisten“ geprägt und als Kampfbegriff gegen sämtliche Kommunistische Parteien in Europa verwendet. In Deutschland hefteten insbesondere die Nationalsozialisten dem Begriff ein antisemitisches Vorzeichen an, so dass in der Folge die Begriffe „Bolschewist“ und „Jude“ propagandistisch nahezu synonym verwendet wurden (siehe auch „jüdischer Bolschewismus“). Zur Etablierung dieser Gesinnung hatte vor allem der NS-Chefideologe Alfred Rosenberg beigetragen, der die Revolution von 1917 in Moskau als Student miterlebte und 1922 seine antisemitische Kampfschrift Pest in Russland veröffentlichte. Im Rahmen des Ost-West-Konflikts nach dem Zweiten Weltkrieg verloren der Bolschewismus als politisches Phänomen und auch der Begriff selbst immer mehr an Bedeutung.

## Russische Revolution

### Politische Ideologie

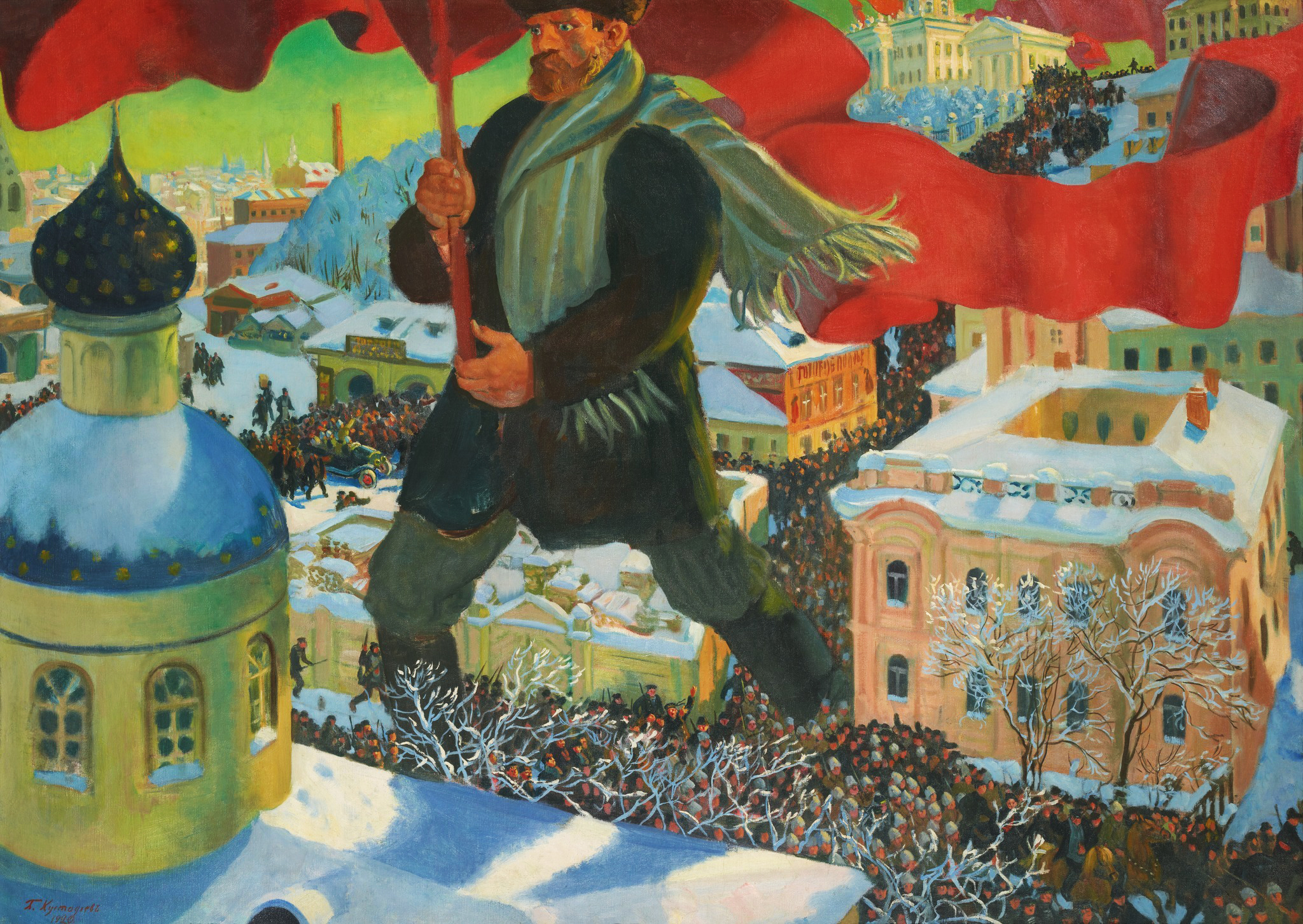
Der Bolschewik, Ölgemälde von Boris Kustodijew aus dem Jahr 1920

Innerhalb der Sozialdemokratischen Arbeiterpartei Russlands (SDAPR) bildete sich eine revolutionär gesinnte, radikale Richtung heraus, deren bedeutendster Protagonist Wladimir Iljitsch Lenin war. Alsbald bezeichneten sie ihre eigene politische Gesinnung als Bolschewismus. Den Kern der Ideologie bildeten Theorien und politische Programme zur Eroberung der politischen Macht durch eine klassenbewusste kämpferische Elite von Berufsrevolutionären und die Errichtung einer „Diktatur des Proletariats“, verbunden mit der sozialistischen Vorstellung und dem Ziel einer klassenlosen Gesellschaft. Durch diesen voluntaristischen Ansatz, wonach die Revolution durch das Planen und Handeln der revolutionären Elite herbeigeführt werden müsse, unterscheidet sich der Bolschewismus vom Denken Marx’, der deterministisch ein beinahe naturnotwendiges Eintreten der Revolution bei entsprechender Entwicklung der Produktionsverhältnisse vorausgesagt hatte.

### Historische Hintergründe
Die Anhänger Lenins, die einen baldigen Umsturz in Russland forderten, errangen auf dem zweiten Parteitag der SDAPR in London, der 1903 stattfand, die Mehrheit (russisch Большинство; bolschinstwo), weswegen sie „Bolschewiki“ („Mehrheitler“) genannt wurden. Die Minderheit (russisch меньшинство; menschinstwo), die auf Reformen setzten, wurden hingegen als „Menschewiki“ („Minderheitler“) bezeichnet.
Nach der Russischen Revolution entwickelte sich der Fraktionsname zu einem politischen Kampfbegriff, so beispielsweise in den politischen Gesinnungen gegen den Leninismus. Die Kommunistische Partei der Sowjetunion (KPdSU) beharrte allerdings auf den Begriff Bolschewismus als Eigenbezeichnung. Ihr Parteiname trug noch bis 1952 den Zusatz „Bolschewiki“.

## Weimarer Republik

### Völkische Bewegung
Der Bolschewismus wurde sowohl in der Weimarer Republik als auch in der Zeit des Nationalsozialismus von erklärten antikommunistischen Gegnern bekämpft. Mit der Gründung des Antibolschewismusfonds flossen Gelder deutscher Unternehmer für die „Freikorps“ genannten Privatarmeen, die die Rätebewegung in ganz Deutschland mit Gewalt bekämpften. Durch diesen Fonds wurden antisozialistische und völkische Gruppierungen gezielt finanziert sowie die frühen nationalsozialistischen Bewegungen und Parteien.

### Nationalsozialisten
Bereits in der Entstehungsphase der NSDAP in der Weimarer Republik wurde der Ausdruck Bolschewismus von Nationalsozialisten unter einem antisemitischen Vorzeichen interpretiert. So hieß es in einem 1918 veröffentlichten und von Anton Drexler unterzeichneten Flugblatt, dass der Bolschewismus „jüdischer Betrug“ sei. Alfred Rosenberg, der ebenfalls Gründungsmitglied der NSDAP sowie bekennender Antisemit war, später dann zum Chefideologen dieser Partei wurde, war von der Russischen Revolution dermaßen beeindruckt, dass er einen Kampf gegen den „Bolschewismus“ als notwendig erachtete. Im Jahr  1918 urteilte er, hierzu sei allein Großbritannien in der Lage. Nur ein Jahr später, im Jahre 1919, suchte Rosenberg – wie er viele Jahre später schrieb – Dietrich Eckart auf, weil er „irgendwie über den Bolschewismus und die Judenfrage zu schreiben“ wünschte. Beide waren 1919 Gäste der Thule-Gesellschaft.
Rosenbergs erste Veröffentlichungen im Völkischen Beobachter galten den Themen Zionismus und „jüdischer Bolschewismus“. Unter dem programmatischen Titel Der jüdische Bolschewismus schrieb Rosenberg 1921 für Eckarts Schrift Die Totengräber die Einleitung, wobei er herausstellte, dass unter den russischen Revolutionären auch Juden in prominenter Position gewesen seien. Die  allermeisten der von Rosenberg herausgestellten Personen  praktizierten ihr Judentum nicht,  und nicht wenige  von ihnen fielen später den stalinistischen Säuberungsexzessen zum Opfer.
Zur Popularisierung und Verbreitung antibolschewistischer Gesinnungen in Verbindung mit rassischen Glaubensvorstellungen trug die 1922 von Alfred Rosenberg veröffentlichte Schrift Pest in Russland bei. Die Schrift trägt den Untertitel Der Bolschewismus, seine Häupter, Handlanger und Opfer. Auch aufgrund des Mangels an Zitaten stellte Walter Laqueur 1965 fest, dass in diesem Buch „gelehrte Hinweise in auffälliger Weise fehlen“. Zudem hätte Rosenberg, so Laqueur, im Rahmen der „Dämonologie“ dieses Buches, das er insgesamt mit 75 Fotografien illustrierte, „den Juden“ einen „hervorragenden Platz“ eingeräumt. Die in dieser Schrift vorgenommene „Gleichsetzung von Bolschewismus und Judentum“ sowie die unbedingte Forderung nach Gegnerschaft zu Sowjetrussland haben nicht zuletzt nach Ansicht der Historiker Reinhard Bollmus und Andreas Zellhuber „maßgeblich“ einen Eindruck bei Adolf Hitler hinterlassen. Aufgrund Rosenbergs Wunschhaltung der Germanisierung der Sowjetunion und der damit verbundenen Sorge, bezüglich seiner Erstveröffentlichung missverstanden zu werden, ließ Rosenberg in den 1930er Jahren das Buch neu veröffentlichen, wobei er in dieser Version ganze Textpassagen strich oder kürzte. An Rosenbergs grundsätzlicher Haltung hatte sich bis dahin allerdings nichts geändert. Entsprechend seiner rassenideologischen Ansicht äußerte er in dem Buch seinen Glauben, dass „der Bolschewismus“, „die Juden“ und „das Judentum“ bestrebt seien, „die Germanen“ und den „germanischen Geist“ zu unterdrücken. Daraus folgerte er am Ende der Schrift die politische Parole, dass es deswegen nur „die eine Wahl“ geben würde, nämlich „Vernichtung oder - Sieg!“ Da Adolf Hitler die Ansichten seines NSDAP-Chefideologen Rosenberg über den so genannten „Weltbolschewismus“ teilte, verbreiteten sich bei den Nationalsozialisten im wachsenden Maße dieses ideologisch geprägte   Feindbild des Bolschewismus und die Auffassung, dass angesichts der existentiellen „Bedrohung“ durch den „Weltbolschewismus“ bzw. das „Weltjudentum“ die „Vernichtung“ von jüdischen Menschen zu rechtfertigen sei. Mit dieser Auffassung trugen sowohl Hitler als auch Rosenberg dazu bei, dass sich ein geistiger Nährboden für die systematische Ermordung von Juden in Europa gebildet hatte. Zwar wurde der Antisemitismus in Deutschland ebenso offen postuliert (z. B. stand der Satz „Die Juden sind unser Unglück“ überall in den Schaukästen des Stürmers), der Ausdruck „jüdisch-bolschewistisch“ hatte sich allerdings vor allem durch Alfred Rosenberg im Laufe der Zeit zu einem unauflöslichen Doppelepitheton im Sprachschatz der NS-Propaganda etabliert.
Der Begriff wurde auch als Kulturbolschewismus oder Musikbolschewismus zur Diffamierung auf die Künstler der Moderne übertragen.

## Nationalsozialismus

### Institutionalisierung
Nach der „Machtergreifung“ der Nationalsozialisten im Jahre 1933 wurde das Bild vom „bedrohlichen Weltbolschewismus“ in besonderem Maß verbreitet. Damit einher ging die Ernennung von Alfred Rosenberg zum Beauftragten des Führers für die Überwachung der gesamten geistigen und weltanschaulichen Schulung der NSDAP (DBFU) und die Einrichtung von politischen Institutionen, wie zunächst dem Außenpolitischen Amt (APA) von Rosenberg, dessen Ziel vor allem der Kampf gegen den so genannten „Weltbolschewismus“ war. Aufgrund eines Vorschlags von Robert Ley hatte Hitler am 21. Januar 1934 Rosenberg den Titel des DBFU und den damit verbundenen Auftrag zur Verbreitung seiner politischen Ideologie verliehen. In dieser Position hatte er unter anderen über Hundertschaften von Mitarbeitern Verbindungen zu Universitäten und zum Wissenschaftsbetrieb geknüpft, ebenso zur Wehrmacht. Unliebsame Wissenschaftler wurden in ihrer Tätigkeit massiv eingeschränkt oder aus ihren Ämtern gedrängt. Gleichzeitig förderte er zahlreiche Publikationen der Schriften von regimetreuen Mitarbeitern, die sich seiner Rassenideologie gegenüber verpflichtet hatten. Über verschiedene Verbindungsleute hatte er direkt Einfluss auf die nationalsozialistische Bildung und rassenideologische Erziehung von Kindern und Jugendlichen genommen, so z. B. über den Leiter des Nationalsozialistischen Lehrerbundes, Fritz Wächtler, mit dem er im Oktober 1938 bei Bayreuth eine „Reichsschule der NSDAP“  als Dachverband dieses Lehrerverbundes gegründet hatte. Dieser Lehrerbund hatte bis zur Gründung der Reichsschule bereits 150.000 Erzieher und Erzieherinnen ausgebildet. Einer der wichtigsten Verbindungsmänner zur Hitlerjugend war Arthur Axmann.  Auch noch während des Zweiten Weltkriegs wurde von ihm die Wehrmacht mit Hunderttausenden von ausgewählten Büchern versorgt, insbesondere mit rassenideologischen, antibolschewistischen und Gewalt verherrlichenden Schriften.

### Krieg gegen die Sowjetunion
Noch vor dem deutschen Angriffskrieg gegen die Sowjetunion wurde Rosenberg am 20. April 1941 von Hitler geheim beauftragt, die zentralen Fragen des „Ostraumes“ zu bearbeiten. Verbunden war mit diesem Auftrag die Einrichtung von Rosenbergs Reichsministeriums für die besetzten Ostgebiete (RMfdbO). Sowohl Hitler als auch Rosenberg führten hinsichtlich ihrer Rassenideologien primär keinen Kampf gegen „die Russen“, sondern gegen das „Weltjudentum“. Das Feindbild „jüdischer Bolschewismus“ war das Leitthema, unter dem die gesamte NS-Propaganda während des Ostkrieges stand. Unmittelbar nach dem Angriff wurden vom RMfdbO die beiden Reichskommissariate Ostland und Ukraine mit eigenständigen Zivil- und Militärverwaltungen eingerichtet, mit dem Ziel, den „Bolschewismus“ in den besetzten Gebieten vollständig auszurotten und diejenigen, die als „Germanen“ definiert wurden, vor der angeblichen „bolschewistischen Gefahr“ zu schützen.
Viele Adlige nährten sich aus Angst vor dem Bolschewismus den Nationalsozialisten an. So gratulierte der schwedische König Gustav V. im Oktober 1941 dem „lieben Reichskanzler“ Adolf Hitler, das er mit dem, vermeintlich bereits errungenen Sieg über die Sowjetunion „den bolschewistischen Schädling ausgemerzt“ habe.

## Nachkriegszeit
Seit den späten 1940er Jahren wurde der Begriff Bolschewismus von anglo-amerikanischen Politikern als Sammelbegriff für die Ideologie des Leninismus bzw. Marxismus-Leninismus, oder allgemeiner Kommunismus, verwendet. In der Nachkriegszeit nahm die Häufigkeit der Verwendung des Begriffs „Bolschewismus“ im politischen Diskurs zunehmend ab. Stattdessen geriet der allgemeine Begriff „Kommunismus“ immer stärker in den Vordergrund. Im Rahmen des beidseitig ideologisierten Ost-West-Konflikts wurde das Bild vom „Kommunismus“, ähnlich dem Bild vom „Bolschewismus“ vor 1945, in der Nachkriegszeit in einem starken Maße vom Antikommunismus mitgeprägt.
Mit dem Ende des Ost-West-Konflikts im Jahre 1990 wurde auch der bis dahin politisch verfolgte interne Anspruch innerhalb der KPdSU als ein richtungsweisendes Vorbild aller Formen des Kommunismus hinfällig. Seitdem ist der Bolschewismus als politisches Phänomen in der internationalen Politik bedeutungslos geworden.